# Charley Grapewin

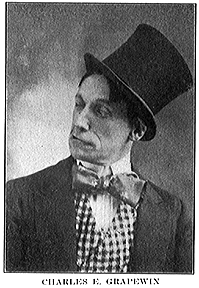
Charley Grapewin (1900)

Charley Grapewin (* 20. Dezember 1869 in Xenia, Ohio als Charles Ellsworth Grapewin; † 2. Februar 1956 in Corona, Kalifornien) war ein US-amerikanischer Schauspieler bei Theater und Film.

## Leben
Charley Grapewin soll bereits im Alter von zehn Jahren sein Zuhause verlassen haben, um sich dem Zirkus anzuschließen. Im Zirkus begann seine Laufbahn als Trapezkünstler und Hochseilartist. Als Mitglied des berühmten Zirkus von P. T. Barnum reiste er um die ganze Welt, ehe er sich der Theaterschauspielerei zuwandte. Ab den 1890er-Jahren trat er quer durch die Vereinigten Staaten in Repertoiretheatern auf. Er schrieb auch mehrere Bühnenstücke, meistens für sich selbst in der Hauptrolle. Seinen ersten Filmauftritt hatte Grapewin bereits im Jahr 1900 in dem Stummfilm Above the Limit. Trotz gelegentlicher Filmauftritte konzentrierte er sich allerdings hauptsächlich auf seine Bühnenkarriere. Für die Jahre 1904 bis 1908 sind mehrere Auftritte am Broadway belegt. Grapewin gab 1919 seine Schauspielkarriere auf, arbeitete bei General Motors und investierte sein Geld. Er zog sich in den Ruhestand zurück und lebte in Kalifornien. In dem Börsenkrach 1929 verlor er sein gesamtes Vermögen und kehrte zurück zur Schauspielerei.
Noch im Jahr 1929 drehte Grapewin seinen ersten Tonfilm in Hollywood, wo spracherfahrene Bühnenschauspieler aufgrund des angebrochenen Tonfilms gerade sehr gefragt waren. Insgesamt spielte er zwischen 1929 und 1951 in über 100 Spielfilmen, wobei er meistens in Nebenrollen liebenswerte Großväter oder kauzige Hinterwäldler verkörperte. Seine heute berühmteste Rolle ist der Onkel Henry in dem Filmklassiker Der Zauberer von Oz (1939) an der Seite von Judy Garland. Bekannt ist er auch für seine Mitwirkung an Früchte des Zorns (1940), John Fords preisgekrönter Verfilmung von John Steinbecks gleichnamigem Roman, in der er den nach der Vertreibung aus seiner Heimat sterbenden Großvater der Familie Joad verkörperte. Eine seiner wenigen Kino-Hauptrollen spielte Grapewin im Jahr 1941 erneut unter Fords Regie: Als verarmter Südstaatler Jeeter Lester in der Tragikomödie Tabakstraße, die auf Erskine Caldwells Roman Die Tabakstraße basiert. Von 1940 bis 1942 war Grapewin in der „Ellery Queen“-Krimireihe wiederkehrend in der Rolle des Inspector Queen zu sehen. Im Verlaufe der 1940er-Jahre schraubte Grapewin sein zuvor hohes Drehpensum zurück, zuletzt stand er 1951 für den Film  When I Grow Up vor der Kamera. 
Mit seiner Ehefrau Anna Chance (1875–1943) war Grapewin von 1896 bis zu ihrem Tod verheiratet. Charley Grapewin starb 1956 im Alter von 86 Jahren und wurde an der Seite seiner Frau im Forest Lawn Memorial Park in Glendale beigesetzt.

## Filmografie (Auswahl)
- 1900: Chimmie Hicks and the Rum Omelet (Kurzfilm)
- 1900: Above the Limit (Kurzfilm)
- 1929: The Shannons of Broadway
- 1931: The Millionaire
- 1932: Wer hat hier recht? (Lady and Gent)
- 1932: Der Tag, an dem die Bank gestürmt wurde (American Madness)
- 1932: Der Abend des 13. Juni (The Night of June 13)
- 1932: Flirt (Huddle)
- 1932: The Big Timer
- 1932: Hell’s House
- 1933: Heroes for Sale
- 1933: Midnight Mary
- 1933: Pilgrimage
- 1933: Herz zu verschenken (Beauty for Sale)
- 1933: Der Boß ist eine schöne Frau (Female)
- 1934: Anne of Green Gables
- 1934: Judge Priest
- 1935: Alice Adams
- 1935: Ah, Wilderness!
- 1935: Party Wire
- 1935: Spione küßt man nicht (Rendezvous)
- 1935: Mädchen in Shanghai (Shanghai)
- 1936: Kleinstadtmädel (Small Town Girl)
- 1936: Der versteinerte Wald (The Petrified Forest)
- 1936: Lustige Sünder (Libeled Lady)
- 1937: A Family Affair
- 1937: Manuel (Captains Courageous)
- 1937: Die gute Erde (The Good Earth)
- 1937: Broadway Melodie 1938 (Broadway Melody of 1938)
- 1938: Three Comrades
- 1938: Of Human Hearts
- 1938: Im goldenen Westen (The Girl of the Golden West)
- 1939: Der Zauberer von Oz (The Wizard of Oz)
- 1940: Rhythm on the River
- 1940: Früchte des Zorns (The Grapes of Wrath)
- 1941: Sein letztes Kommando (They Died with Their Boots On)
- 1941: Tabakstraße (Tobacco Road)
- 1944: Follow the Boys
- 1947: Rächer ohne Waffen (Gunfighters)
- 1949: Sand
- 1951: When I Grow Up